# Alfred Sternau
Paul Alfred Sternau (* 19. April 1890 in Burtscheid, Deutsches Kaiserreich; † 1943 im KZ Auschwitz) war ein deutscher Jurist und Filmproduzent.

## Leben
Alfred Sternau war der Sohn des Fabrikanten Siegmund Sternau (1847–1895) aus Büren, der in Burtscheid die „Tuchfabrik Aachen vormals Süskind und Sternau AG“, betrieb. Nach seinem Schulabschluss studierte er Jura und promovierte 1915 an der Ernst Moritz Arndt-Universität in Greifswald. Im Jahr 1918 gründete er mit Richard Gosemann (1890–1919) die Stern-Film GmbH und mit Gustav Schwab (1877–1938) die Film-Atelier GmbH. Zunächst produzierte er gängige Massenware wie Abenteuer- und Detektivfilme, die meistens von E. A. Dupont geschrieben und inszeniert wurde. In den 1920er Jahren brachte er ambitioniertere Werke ins Kino. Bereits zum Jahresende 1923 stieg Sternau aus seiner Firma aus und Gesellschafter Max Schach übernahm die Leitung der Stern-Film, ab November 1924 gemeinsam mit Hugo Jetter. Erst acht Jahre später kehrte Sternau zur Filmproduktion zurück und gründete im Mai 1932 mit Erich Cohn die Cines-Filmgesellschaft m.b.H., die dann in die Tonal Filmgesellschaft m.b.H. (1932–1934) umbenannt wurde. Nach der Machtübernahme der Nationalsozialisten ging Sternau im Oktober 1933 ins Exil.
Im Mai 1939 annullierte das Naziregime die deutsche Staatsbürgerschaft, im September wurde ihm der Doktortitel entzogen und 1940 das Vermögen  beschlagnahmt. Erst im Jahr 2000 wurde Alfred Sternau von der Universität Greifswald namentlich rehabilitiert.
Ab Mai 1939 hielt sich Alfred Sternau mit seiner Ehefrau Ruth, geborene Abrahamsohn, in Nizza, Frankreich, auf, was nach Ausbruch des Zweiten Weltkriegs fatale Folgen hatte. Dort wurden sie im Sammellager Drancy interniert und am 7. Oktober 1943 ins KZ Auschwitz deportiert, wo das Ehepaar wenig später vergast wurde. Ihren einzigen Sohn Pierre hatten sie vorher noch taufen lassen und in einer christlichen Familie versteckt. Er wurde nach Kriegsende von dem Arzt Alfred Lellouch, einem algerischen Juden, adoptiert.

## Filme (Auswahl)
- 1918: Der lebende Schatten
- 1918: Europa postlagernd
- 1918: Mitternacht
- 1918: Der Teufel
- 1919: Die Japanerin
- 1919: Die Maske
- 1919: Das Geheimnis des Amerika-Docks
- 1919: Die Apachen
- 1919: Der Würger der Welt
- 1920: Das Grand Hotel Babylon
- 1920: Alkohol
- 1922: Der Graf von Charolais
- 1923: Schlagende Wetter
- 1923: Die Straße
- 1933: Brennendes Geheimnis